# Rashidun
De Rashidun (Arabisch: الخلفاء الراشدون , al-khulafā’ur-rāshidūn) oftewel de Rechtgeleide Kaliefen is een term die in de soennitische islam wordt gebruikt om de eerste vier kaliefen aan te duiden, die algemeen gezien worden als leiders die de weg van Mohammed nauwgezet gevolgd hebben, en derhalve gezien worden als een voorbeeld voor al hun opvolgers. Al deze vier waren nauw met Mohammed verbonden, en hun opvolging werd niet door erfelijkheid bepaald, hetgeen later ook als uitgangspunt diende voor opvolgingskwesties binnen de islamitische gemeenschap. Het tijdperk van de rechtgeleide kaliefen duurde van 632 tot 661.
De opvolging van de kalief ging door middel van de benoeming door de kalief, zo niet, dan werd de nieuwe kalief gekozen door de islamitische commissie, die door de kalief was samengesteld. Zo was Omar door Aboe Bakr benoemd, terwijl Oethman en Ali door de islamitische commissie waren gekozen.
De volgorde van de Rechtgeleide Kaliefen is als volgt:
- Aboe Bakr (632-634), schoonvader van Mohammed[1] en zijn trouwste metgezel;
- Omar ibn al-Chattab (634-644), schoonvader van Mohammed[2] en een van Mohammeds trouwste metgezellen;
- Oethman ibn Affan (644-656), de derde kalief en schoonzoon van Mohammed;
- Ali ibn Abi Talib (656-661), zoon van Mohammeds oom van vaderszijde en tevens de schoonzoon van Mohammed.

Door sommigen wordt Omar ibn Abd al-Aziz, de achtste Omayyadische kalief (682-720) ook tot de rechtgeleide kaliefen gerekend.
Er zijn stromingen binnen de islam die Hassan ibn Ali die een 6 maanden durend kalifaat had, ook een Rechtgeleide Kalief noemen.

## Sjiiesme
Volgens de sjiieten en alevieten is het kalifaat niet iets wat door de mens, maar door God bepaald moet worden zoals bij de voorgaande profeten. Het kalifaat begint volgens hen bij Ali ibn Abu Talib waarna de opvolging plaatsvindt door de Twaalf Imams (zoals de voorgaande profeten Mozes en Jezus hun 12 apostelen, Ismaël 12 stamvorsten en Jakob zijn 12 zonen gehad zou hebben). De drie voorgangers van Ali worden door hen dan ook als usurpators gezien.
| Naam      | Soennieten | Kharidjieten                              | Sjiieten  |
| --------- | ---------- | ----------------------------------------- | --------- |
| Aboe Bakr | Kalief     | Kalief                                    | Uspurator |
| Omar      | Kalief     | Kalief                                    | Uspurator |
| Othman    | Kalief     | Kalief, later niet meer erkend als kalief | Usporator |
| Ali       | Kalief     | Niet erkend als kalief                    | Imam      |

## Galerij

De naam van Aboe Bakr in het Arabisch.
De naam van Omar in het Arabisch.
De naam van Oethman in het Arabisch.
De naam van Ali in het Arabisch.